# Igreja de Todos os Santos (Tilsworth)
A Igreja de Todos os Santos é uma igreja listada como Grau I em Tilsworth, Bedfordshire, na Inglaterra. Tornou-se um edifício listado no dia 3 de fevereiro de 1967.